# 池田一
池田 一（いけだ いち、1943年 - ）は、日本の環境アーティスト。地球環境問題、特に水に関する問題と強く結びついたアートワークを世界的規模で展開し内外で高い評価を受けている。

## 経歴
1943年大阪府吹田市生まれ。1961年大阪府立茨木高等学校卒業。1965年京都大学工学部卒。
1991年、第21回サンパウロ・ビエンナーレで池田一は特別招待アーティストとして「Floating Earth (漂う地球）」というインスタレーションとパフォーマンスを行い、日本人で初めてメイン・ステージを担当（ちなみにその前年度メインステージはヨーゼフ・ボイスであった）。
1995年、国連50周年記念アートカレンダーではクリストやイリア・カバコフらと共に「世界の12人のアーティスト」に選抜された。
2008年5月、ニューヨークの国連本部で行われた環境セミナーでは東・東南アジア、オゼアニア地域の代表として「世界の7人の１人」として選抜され環境アートプロジェクトからの提案を行う。
2012年、東京都の要請で上野公園不忍池全体を使った環境アートを実現。不忍池の設置作業には年齢・職業・国籍を超えた600人のボランティアが参加。1ヵ月間の展示に約100万人もが訪れたという報告もある。
ミネソタ大学出版局が刊行した「アースアートの倫理 The Ethics of Earth Art」は、1960年代から制作されたアースワークやランドアートの約60年間の「自然とアート」の歴史をまとめた本であるが、著者のAmanda Boetzkesは、リチャードセラ、ロバート・スミッソン、ジェームス・タレル、そして結論の章として池田一を取り上げている。そこでは「地球に倫理的に向き合うこと」の重要性を唱え「標準的なアートの歴史では、初期のランドアートやアースワークから、大阪出身のアーティスト・池田一らの環境アートへのシフトについて言及するだろう」と書いている。

## 主な展覧会・プロジェクト
- 2022
  - EARTH ART MOOOVE :アートムーヴァーと呼んでくれ !
  - 「もうひとつの地球」という-ライヴ・ミュージアム-池田一/dp/4906858643　Water's-Eye 「もうひとつの地球」という ライヴ・ミュージアム」(TPAF)]
  - アルバム「小杉武久＋高木元輝：薫的遊無有」アートワーク担当
- 2021
  - 「アースアートアクション110事典」英語版「Earth Art Action 110 Encyclopedias 」出版]
  - 「アート以後のアート文化」時代へ：超・宣言たち-池田-正一/dp/4906858600 「（アート以後のアート文化）時代へ：超・宣言たち」出版 (TPAF)]
- 2020
  - 「アースアートストーリ：ポストアート宣言」出版 (TPAF)]
  - 「P.M.2はアース・パフォーマンス・マガジンとも呼ぶ （増補復刻版）1984＋2020 」出版](TPAF)]
  - 「BIOCITY ビオシティ」 No.83 表紙の作家 池田一「Water's-Eye」
  - [２枚組CD「Earth Art Sound　Water Orchestra」(池田一with 空観無為（永井清治、河合孝治、小森俊明、織田理史)]をリリース
- 2019
  - [「アースアートのトリセツ」出版 (TPAF)]、
  - [「アースアートアクション110辞典」 (TPAF) 出版]
- 2018水と共に生きる日本人－海洋生物学者と水の聖人が語る＜江戸塾＞（東京・銀座）
  - アート・クロッシング・ライブ・池田一 天水プロジェクト・イン・東京<with 空観無為>
- 2017 屋久島アースアートプロジェクト＜円水の島＞（屋久島、鹿児島）
- 2016
  - 水奏：Water Crossing Project with 池田一（東京、日本）
  - 屋久島アースアートプロジェクト＜天水の島＞（屋久島、鹿児島）
  - 平和への水奏楽団（川口、埼玉）
- 2015 Water Blooming（南チロル、イタリア）
- 2014 池田一アースアート壁面図書館・ジュンク堂池袋店（東京、日本）
- 2013 Water Mirror水鏡＠シンガポール（シンガポール）
- 2012 不忍池環境アートプロジェクト『不忍・緑・五景』（全国都市緑化フェアTOKYO2012、上野公園不忍池、東京）
- 2011
  - 阿蘇アート・ミュージアム L-Shaped Walks of Peace 平和のためのL字線分（阿蘇、熊本、日本）
  - ECO-ART, Pori Art Museum（ポリ、フィンランド）
- 2010
  - 木口家集落＜地球の家＞アートプロジェクト（枕崎、鹿児島、日本）
  - 錦江自然美術ビエンナーレ（招待）（韓国忠清南道公州市）
- 2009
  - FuTure Vessel 2009 未来の方舟2009（川口市立アートギャラリー＋川口市立西中学校）
  - Earth Art, ロイヤル植物園（バーリントン、カナダ）
  - 48℃ Public. Art. Ecology, チャンディ・チョーク公園（デリー、インド）
  - にいがた水と土の芸術祭、大通川／矢川（新潟、日本）
- 2008
  - Unlearning Intolerance, 国連本部（ニューヨーク、米国）
  - 水箱アートミュージアム展、川口市立アートギャラリー・アトリア（日本）
- 2007〜 Envisioning Change, ノーベル平和センター（オスロ、ノルウエー）、ブリュッセル、モナコ、シカゴ巡回
- 2007 Show Me Thai、東京都現代美術館（東京、日本）
- 2006〜11 The Missing Peace: Artists Consider Dalai Lama, 世界巡回展
- 2006〜8花渡川アートプロジェクト Moving Water Days（枕崎、鹿児島、日本）
- 2006 サラエボ・ウインター、トルコ文化センター（ボスニア・ヘルテェゴビナ）
- 2006〜7 空間に生きる-日本のパブリックアート展、世田谷美術館 他巡回
- 2005 GROUNDWORKS, カーネギーメロン大学（ピッツバーグ、米国）
- 2002
  - 台北公共芸術節、大湖公園（台北、台湾）
  - Water’s-Eye, ジョグジャカルタ、バンドン、ジャカルタ（インドネシア）
- 2001 高雄国際コンテナ芸術節（高雄、台湾）2003、2007
- 1999
  - Arcing Ark Hong Kong, 香港科技大学＋1a space（香港）
  - Arcing Ark Manila, フィリピン文化センター（マニラ、フィリピン）
- 1997〜9 万之瀬川アートプロジェクト（鹿児島、日本）
- 1997 河流：新アジア芸術—台北対話、Bamboo Curtain Studio（台北、台湾）
- 1996 アジア・エッジ、P3 art and environment（東京、日本）
- 1995
  - 国連50周年記念アートカレンダー「世界の12人のアーティスト」に選抜
  - WATERMARKS、サンタフェ現代アートセンター（ニューメキシコ、米国）
- 1994 日本の現代芸術運動、チュラロンコン大学（バンコク、タイ）
- 1991 21回サンパウロ・ビエンナーレ（サンパウロ、ブラジル）
- 1990 東方からの8人-東京展、佐賀町エキジビットスペース（東京、日本）
- 1989 東方からの8人-ソウル展、東崇アートセンター（ソウル、韓国）

## 主な参考文献
- 2021「（アート以後のアート文化）時代へ：超・宣言たち」出版 (TPAF) ISBN 978-4-906858-60-6
- 2020「P.M.2はアース・パフォーマンス・マガジンとも呼ぶ （増補復刻版）1984＋2020 」TPAF ISBN 978-4-906858-52-1
- 2020「BIOCITY ビオシティ」2020 No.83 表紙の作家 池田一「Water's-Eye」
- 2020「アースアートストーリ：ポストアート宣言」TPAF ISBN 978-4-906858-37-8
- 2019「アースアートアクション110辞典」TPAF ISBN 978-4-906858-32-3
- 2019「アースアートのトリセツ」TPAF ISBN 978-4-906858-30-9
- 2017「Art Crossing (アートクロッシング)創刊号：池田一と水たちよ」TPAF ISBN 978-4906858-10-1
- 2011「ランドスケープデザイン No.78」pp.56-66, 2011マルモ出版 ISSN 1341-4747
- 2010「The Ethics of Earth Art」pp.182-193, 2010 ミネソタ大学出版局 ISBN 978-0-8166-6589-1
- 2009「Moving Water Days 花渡川アートプロジェクト」池田一・著、2009 NPOエコ・リンク・アソシエーション http://eco-link.jp/index.php
- 「Natural Architecture」by Alessandro Rocca pp.74-86, ビー・エヌ・エヌ新社 2007 ISBN 978-4-86100-580-0
- 「WATER EKIDEN 万之瀬川アートプロジェクト」池田一・著、NPOエコ・リンク・アソシエーション 2008 http://eco-link.jp/index.php
- 「scupture Vol.26 No.7」September 2007 pp.20-25, International Sculpture center http://www.sculpture.org
- 「groundworks- Environmental Collaboration in Contemporary Art, pp.124-129, Carneie Mellon University 2005 ISBN 0-9772053-1-2
- 「2002台北公共芸術節」pp.78-83, 台北市文化局 ISBN 957-01-4157-3
- 「河流−新亜洲藝術・台北對話」pp.121-133, 台北縣立文化中心 1997 ISBN 957-02-1361-2
- Sculpture September 2007 Vol.26 No.7, published by the International Sculpture Center, USA-- Water Mirror : A Conversation with Ichi Ikeda by John K. Grande P.20~P.25 (E)
- FRONT January 2007 No.220、 発行：財団法人リバーフロント整備センター---環境アー ティスト・池田一 P.30~P.31
- 美術世界 2008.3 Vol.280、韓国 -- Ichi Ikeda / WATER BOX ART MUSEUM (K)
- 美術手帖 2008 年７月号、発行：美術出版社 --NEW YORK 国連本部で展覧会 by 清水裕子
- 毎日新聞 2016.1.16---- Water Orchestra for Peace　平和への水奏楽団
- 朝日新聞 2011.4.5---- アート ing「限界集落」明るく鹿児島・枕崎
- 北海道新聞 2010--- 釧路の水資源 アートで PR
- 毎日新聞 2003.3.23--- 世界水フォーラム　世界が連帯 英知結集
- 朝日新聞 2004.3.10--- 川口で活動の池田さん
- 読売新聞 2004.5.24--- 環境への関心高めて
- 朝日新聞 2005.5.9、5.21--- 芝川再生願い展示
- 埼玉新聞 2005.5.14--- ヘドロの芝川 アートで再生訴え
- 埼玉新聞 2005.8.10--- アートの力で芝川再生を
- 静岡新聞 2005.8.29、他各地方新聞文化欄 --- ハートにアートを No..15
- CENTRAL COAST NEWS 2005, Gosford, オーストラリア (E)
- Finger Lakes Community Newspaper 2006.2.1--- Water Symposium (E)
- 広報まくらざき 2007.8--- 環境問題を、花渡川から世界へ問いかける
- 朝日新聞 2007.9.29----「水を救え」願いつないだ
- 広報まくらざき 2007.11---- WATER』世界へ発信！ 『SAVE
- 埼玉新聞 2008.1.22---- 環境アートで旧芝川の再生を
- マイシティじゃーなる 2008.1.24---- 池田一 水箱アートミュージアム展
- 朝日新聞 2008.1.28---- 水の環境問題 アートで提起
- 南日本新聞 2008.10.5--- 地球を救おう　水面に「五大陸」を浮かべアート
- 読売新聞 2008.10.5--- いかだに５大陸を模して水の大切さなどを訴えた
- 朝日新聞 2008.10.6---- 五大陸の未来 思いはせて
- 毎日新聞（夕刊） 2008.10.28--- ミッシング・ピース展
- 相模経済新聞 2008.6.20--- 国連環境セミナーに臨む
- THE TIMES OF INDIA, NEW DELHI 2008.12.12--- Public Art Festival (E)
- 埼玉新聞 2009.11.2--- 表現豊かに「未来の方舟」
- Ming Pao Weekly 2012.6 @ 1a space, 香港 ----Kai Tak River Green Corridor (C)
- 美術手帖 1985.10 特集・パフォーマンス、発行：美術出版社 -- 水ピアノ P.60
- HOLIC May 1985, 発行 : 少年社 --- 檜枝岐パフォーマンスフェスティバル P.56~P.58
- Between August 1985 Vol.4, 発行：福武書店 -- FESTIVAL ART P.48~P.49
- 邦楽の友 1985--- パフォーマンス「Ichi Ikeda / Waving Road 」by 長尾一雄
- performing arts journal JAM No.13、発行：SCORPIO-- 対談：星野共 vs 池田一
- 美術手帖 1986. 5、発行：美術出版社 -- 池田一／水の人 P.126~P.129
- 草月 167 号　1986.8.10、発行：草月出版 --- 現代美術と水 by 東野芳明 P.100~P.103
- DREAM No.275 August 1987-- 今夏のアートイベント by 近藤幸夫 P.25
- 美術手帖 1987.10、発行：美術出版社 -- 大倉山アートムーヴ '87 P.179~P.181
- アサヒカメラ 1988. 6--- 池田一の『水鏡』
- AQUALOG Kurita Water News No.29 1988, 発行：栗田工業（株）弘報課 --- 水性思考 からの「動」池田一　P.1~P.8
- 美術手帖 1988. 6、発行：美術出版社 -- '88 環境アートプロジェクト by 南嶌宏 P.174~ P.175
- BREAKTHROUGH Winter/Summer 1990, published by Global Education Associates-
- Ichi Ikeda on Water by Dominique Mazeaud P.30~P.31 (E)
- Art World 美術世界 June 1990、発行：韓国：東方からの８人展・東京 by Park, Hyo Sung P.82~P.87 (K)
- SPACE 空間 1990.6 Vol.274、発行：空間美術館、韓国 -- 東方からの 8 人 / 東京展　by Lee, Kun-Yong　P.94~P.101 (K)
- 月刊アトリエ Aug. 1990 No.762、発行：アトリエ出版社 -- Eight Individual from East P.116~P.119
- STUDIO VOICE October 1991 Vol.190、発行：流行通信社 --- いわきアートセレブレー ション 91 by 西堂行人 P.74
- VEJA 1991.10.2, Sao Paulo. Brazil--- Festa de penetras by Okky de Souza (P)
- 日経エンタテインメント 1991.1.16、発行：日経 BP 社 ---INTERVIEW P.16~P.17
- 月刊アトリエ Jan. 1992、発行：アトリエ出版社 -- 21 回サンパウロ・ビエンナーレ by 酒井忠康　P.101~P.111
- HUMAN STUDIES #8 January 1992、発行：電通総研 --- DIHS ギャラリー 表３
- NEW OBSERVATIONS #95, May/June 1993, guest editor: Martha Wilson, New York

- パフォーマンス・ナウ、by 南條史生+  本正三 1986, 発行 東急エージェンシー出版

--- 水ピアノP.107 、P.171 パフォーマンスー日本の現状 P.237 ISBN 4-924664-14-6
- REJUVENATION From the East; Japan-Korea 1990, 発行 [Seoul-Tokyo-New York]

Art Project--- 池田一 P.18~P.19
- 響きの生態系、著者 藤枝守、フィルムアート社 2000--- メディアとしての水ー池田一P.152~P.154 ISBN 4-8459-0004-1
- groundworks: Environmental Collaboration in Contemporary Art, published bythe Regina Gouger Miller Gallery, Carnegie Mellon University, USA 2005 -- Ichi Ikeda

P.124~P.129 ISBN 0-9772053-1-2 (E)
- NATURAL ARCHITECTURE, authored by Alessandro Rocca, 22 Publishing, Milan,Italy 2006--- Ichi Ikeda P.74~P.85 ISBN 978-1-56898-862-7 (IT)
- art in action, published by Earth Aware Editions, USA 2007 --- Ichi Ikeda P.146~P.147 ISBN 978-1-932771-77-0 (E)
- Cosmopoli Sostenibile 永續之城, published by Kaohsiung Museum of Fine Arts,Taiwan+Genos, Italy 2008 -- Ichi Ikeda P.50~P.55 ISBN 978-986-01-4258-7 (IT+E)
- The Ethics of Earth Art , authored by Amanda Boetzkes, published by University of Minnesota Press, U.S.A. 2010--Conclusion P.182~P.193 ISBN 978-0-8166-6588-4 (E) reviews on Ichi Ikeda & his artworks 評 ・ 事一 1st Issue 171

觀・棚・集・Scaffolding・ Viewing・Assembling、著  謝燕等、発行：藝述研究社、港2010--- 竹棚:香港地道文化的當代符號 P.108~P.109 ISBN 9-789-881-959-218 (E+C)
- The New Earthwork Art Action Agency, published by isc Press 2011---A Conversationwith Ichi Ikeda by John K. Grande, P.133~P.138 ISBN 978-0-295-99164-1 (E)
- ECO-ART, published by Pori Art Museum, Finland 2011---Future Compass, Ikeda Water by Hiroko Shimizu P.70~P.95 ISBN 978-952-5648-27-0 (N+E)
- POINT Asian Contemporary Art Magazine Vol.3, published by the Center of Visual Art BODA, Korea 2011 May --- Asian Beauty in Contemporary Art: Ichi Ikeda P.38~P.47

ISBN 978-89-965239-7-0 (K+E)
- e-CO HABITAT Kai Tak River Green Corridor Community Education Project, published by School of Architecture , The Chinese University of Hong Kong 2013---Artist's Report on the Kai Tak River P.120~P.127 ISBN 978-962-8272-23-5 (J+E+C)
- NATURAL ARCHITECTURE NOW, authored by Francesca Tatarella, 22 Publishing,　Milan, Italy 2014--- Ichi Ikeda P.204~P.209 ISBN 978-1-56898-862-7 (IT) (E)
- 日本版「ナチュラル・アーキテクチャーの現在」、BNN 発行2014 ISBN 978-4-86100-931-0
- Nature-Mirror, authored by John K. Grande, MUVESZETI KAR-Faculty of Music andVisual Arts, Hungary 2015--- Ichi Ikeda P.42~P.49 ISBN 978-0-9938036-6-6 (H)